# Jørn Skaane
Jørn Skaane (* 18. April 1965 in Holmestrand) ist ein ehemaliger norwegischer Radrennfahrer und nationaler Meister im Radsport.

## Sportliche Laufbahn
Skaane war im Straßenradsport aktiv. 1987 gewann er den norwegischen Titel im Straßenrennen, 1985 war er Vize-Meister hinter Atle Pedersen geworden. 1986 und 1987 gewann er den norwegischen Titel im Einzelzeitfahren, 1988 wurde er Zweiter. Die Meisterschaft im Mannschaftszeitfahren gewann er 1986 mit Jaanus Kuum, Atle Pedersen und Johnny Nilsen. 1987 verteidigte er diesen Titel gemeinsam mit Morten Sæther, Atle Pedersen und Kjetil Kristiansen. 1985 holte er einen Etappensieg in der Norwegen-Rundfahrt. 1984 kam er in der Österreich-Rundfahrt auf den 26. Rang, 1986 gewann Skaane einen Tagesabschnitt in dem Etappenrennen und wurde 53. der Gesamtwertung. 1986 wurde Skaane bei den Straßenradsport-Weltmeisterschaften 15. im Rennen der Amateure.